# Donji Vukšići
Donji Vukšići – wieś w Chorwacji, w żupanii primorsko-gorskiej, w mieście Vrbovsko. W 2011 roku liczyła 13 mieszkańców.